# NGC 713
NGC 713 è una galassia a spirale situata nella costellazione della Balena, a una distanza di circa 237 milioni di anni luce dalla nostra Via Lattea.

## Scoperta
La galassia è stata scoperta nel 1886 dall'astronomo statunitense Francis Leavenworth.